# Demòcrates de Suècia
Demòcrates de Suècia (suec: Sverigedemokraterna) és un partit polític suec fundat el 1988 d'ideologia nacionalista, com a continuació del moviment racista Bevara Sverige Svenskt ("Mantinguem Suècia sueca"). La seva organització juvenil va ser fundada el 1998. Des del 2005 edita el diari SD-Kuriren, del que en ven 28.000 exemplars. Les seves postures contràries a la immigració han provocat que sigui considerat com a xenòfob i ultradretà i que alguns mitjans de comunicació l'hagin boicotejat.
Va obtenir uns resultats minsos a les eleccions legislatives sueques de 1998. Els resultats han anat en progressió a les eleccions de 2002, a les de 2006, i a les de l'any 2010 quan per primer cop obtenen representació parlamentària. L'any 2014 aconsegueixen un 13% de diputats al Riksdag. L'any 2018 va créixer més, fins a més de 17% del vot.

## El moviment precursor: Bevara Sverige Svenskt

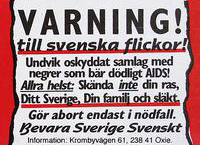
Adhesiu del BSS aconsellant les noies sueques a no avergonyir a la seva raça tenint sexe amb africans.

Entre 1979 i 1988 cobra forma el moviment "Bevara Sverige Svenskt" que proposava la repatriació de les persones no ètnicament sueques als seus països d'origen. El moviment es va dissoldre en 1988, el seu successor seria el partit dels Demòcrates de Suècia.

## Resultats electorals

### Riksdag
| Any  | Líder            | Vots      | %         | Escons   | +/- | Govern            |
| ---- | ---------------- | --------- | --------- | -------- | --- | ----------------- |
| 1988 |                  | 1,118     | 0.0       | 0 / 349  | =   | Extraparlamentari |
| 1991 | Anders Klarström | 4,887     | 0.1 (#10) | 0 / 349  | =   | Extraparlamentari |
| 1994 | Anders Klarström | 13,954    | 0.3 (#9)  | 0 / 349  | =   | Extraparlamentari |
| 1998 | Mikael Jansson   | 19,624    | 0.4 (#8)  | 0 / 349  | =   | Extraparlamentari |
| 2002 | Mikael Jansson   | 76,300    | 1.4 (#8)  | 0 / 349  | =   | Extraparlamentari |
| 2006 | Jimmie Åkesson   | 162,463   | 2.9 (#8)  | 0 / 349  | =   | Extraparlamentari |
| 2010 | Jimmie Åkesson   | 339,610   | 5.7 (#6)  | 20 / 349 | 20  | Oposició          |
| 2014 | Jimmie Åkesson   | 801,178   | 12.9 (#3) | 49 / 349 | 29  | Oposició          |
| 2018 | Jimmie Åkesson   | 1,135,627 | 17.5 (#3) | 62 / 349 | 13  | Oposició          |
| 2022 | Jimmie Åkesson   | 1,330,325 | 20.5 (#2) | 73 / 349 | 11  | Suport extern     |

### Parlament Europeu
| Any  | Líder            | Vots    | %          | Escons | +/- | Grup |
| ---- | ---------------- | ------- | ---------- | ------ | --- | ---- |
| 1999 |                  | 8,568   | 0.3        | 0 / 22 |     | -    |
| 2004 |                  | 28,303  | 1.1 (#9)   | 0 / 19 | =   | -    |
| 2009 |                  | 103,584 | 3.3 (#10)  | 0 / 19 | =   | -    |
| 2014 | Kristina Winberg | 359,248 | 9.7 (#5)   | 2 / 20 | 2   | EFDD |
| 2019 | Peter Lundgren   | 636,877 | 15.3 (#3)  | 3 / 20 | 1   | ECR  |
| 2024 | Charlie Weimers  | 552,920 | 13.18 (#4) | 3 / 21 | =   | ECR  |

## Líders
| Líder | Líder            | Mandat                        |
| ----- | ---------------- | ----------------------------- |
| 1.    | Anders Klarström | 1989 – 1995                   |
| 2.    | Mikael Jansson   | Maig 1995 – 7 de Maig de 2005 |
| 3.    | Jimmie Åkesson   | 7 de Maig de 2005 – 2014      |
| 4.    | Mattias Karlsson | 2014 – 2015 (interí)          |
| 5.    | Jimmie Åkesson   | 2015 – present                |